# Arthur Meyer (botanico)
Arthur Meyer (1850 – Marburgo, 1922) è stato un botanico, biologo e farmacologo tedesco, conosciuto soprattutto per lo studio pionieristico che condusse sulla struttura dei plastidi, in particolare dei cloroplasti (che Meyer chiamava autoplasti). Fu il primo studioso a descrivere i sistemi di tilacoidi impilati, detti grana, e a individuare la clorofilla in essa contenuti.
Meyer insegnò per molti anni all'Università di Marburgo, dove fu membro del Circolo Accademico di Marburgo, un gruppo di discussione interdisciplinare formato da vari studiosi di materie biologiche, del quale Emil Adolf von Behring era il coordinatore.

## Pubblicazioni (elenco parziale)
- (DE) Das Chlorophyllkorn in chemischer, morphologischer und biologischer Beziehung, 1883.
- (DE) Wissenschaftliche Drogenkunde : ein illustriertes Lehrbuch der Pharmakognosie u. eine wissenschaftliche Anleitung zur eingehenden botanischen Untersuchung pflanzlicher Drogen für Apotheker. Band 1, Berlino, Gaertner, 1891.
- (DE) Wissenschaftliche Drogenkunde : ein illustriertes Lehrbuch der Pharmakognosie u. eine wissenschaftliche Anleitung zur eingehenden botanischen Untersuchung pflanzlicher Drogen für Apotheker. Band 2, Berlino, Gaertner, 1892.